# Ljiljana Nikolovska
Ljiljana Nikolovska, född 24 augusti 1964 i Split, är en kroatisk popsångerska.
Nikolovska gick med i den populära kroatiska popgruppen Magazin 1983 och hon släppte sitt första album, Kokolo, med dem samma år. Den blev en stor framgång, liksom alla de efterföljande albumen hon gjorde med gruppen. Det var med henne som sångerska som gruppen hade sin storhetstid under 1980-talet och tidigt 1990-tal. De gjorde bl.a. flera framgångsrika framträdanden vid Splitfestivalen. Hon lämnade gruppen 1991 och ersattes av Danijela Martinović. Nikolovska gav ut ett soloalbum 1996.
Nikolovska bor idag i San Pedro i USA. Hon är gift med musikern Pete Mazich, med vilken hon driver en inspelningsstudio.

## Diskografi

### Med Magazin
- Kokolo (1983)
- O, la, la, (1984)
- Piši mi (1985)
- Put putujem (1986)
- Magazin (1987)
- Besane noći (1988)
- Dobro jutro (1989)

### Soloalbum
- Let (1996)